# 앨런 크루거
앨런 베넷 크루거 (Alan Bennett Krueger, 1960년 9월 17일 ~ 2019년 3월 16일)는 프린스턴 대학의 제임스 매디슨 정치경제학 교수이자 전미경제연구소 연구원 미국의 경제학자이다. 그는 2009년 5월부터 2010년 10월 프린스턴으로 돌아온 후 버락 오바마 대통령이 지명한 재무부 경제정책 차관보를 지냈다. 그는 2011년 오바마에 의해 백악관 경제자문위원회 의장으로 지명되었으며 2011년 11월부터 2013년 8월까지 그 자리에서 근무했다. Research Papers in Economics에 따르면 세계에서 가장 높은 순위의 50인의 경제학자 중 한 명이다.
크루거는 교육이 소득에 미치는 영향, 최저 임금이 고용에 미치는 영향 및 기타 문제를 연구하기 위해 자연 실험 방법을 개발하고 적용했다.
그와 함께 1994년 최저임금 인상 효과에 관한 영향력 있는 논문의 공동 저자인 데이비드 카드는 크루거가 살아있었다면 2021년 노벨 경제학상을 함께 수상했을 것이라고 발언했다.